# EBS 교육문화뉴스
《EBS 교육문화뉴스》는 EBS TV에서 방송되는 한국교육방송공사의 메인 뉴스 프로그램이다.

## 방송 시간
| 방송 채널 | 방송 기간                         | 방송 시간                                                                            |
| --------- | --------------------------------- | ------------------------------------------------------------------------------------ |
| EBS TV    | 1993년 3월 1일 ~ 1994년 2월 25일  | 평일 저녁 8시 35분 ~ 8시 40분 (5분)                                                  |
| EBS TV    | 1994년 2월 28일 ~ 1995년 2월 24일 | 평일 밤 9시 40분 ~ 9시 50분 (10분)                                                   |
| EBS TV    | 1995년 2월 27일 ~ 1996년 3월 1일  | 평일 저녁 7시 40분 ~ 7시 45분 (5분)                                                  |
| EBS TV    | 1996년 3월 4일 ~ 1997년 2월 28일  | 평일 저녁 8시 50분 ~ 밤 9시 (10분)                                                   |
| EBS TV    | 1999년 3월 1일 ~ 2000년 8월 25일  | 평일 저녁 8시 50분 ~ 밤 9시 (10분)                                                   |
| EBS TV    | 1997년 3월 3일 ~ 1998년 2월 28일  | 월요일 ~ 토요일 아침 9시 ~ 9시 5분 (5분) 월요일 ~ 토요일 밤 8시 50분 ~ 밤 9시 (10분) |
| EBS TV    | 1998년 3월 2일 ~ 1998년 8월 29일  | 평일 저녁 8시 50분 ~ 밤 9시 (10분) 토요일 저녁 8시 30분 ~ 9시 (30분)                 |
| EBS TV    | 1998년 8월 31일 ~ 1999년 2월 21일 | 평일 저녁 8시 50분 ~ 밤 9시 (10분) 일요일 밤 9시 40분 ~ 10시 20분 (40분)             |
| EBS TV    | 2000년 10월 2일 ~ 2001년 3월 30일 | 평일 저녁 8시 45분 ~ 밤 9시 (15분)                                                   |
| EBS TV    | 2001년 4월 2일 ~ 2001년 8월 24일  | 평일 밤 9시 45분 ~ 10시 (15분)                                                       |
| EBS TV    | 2001년 8월 27일 ~ 2003년 8월 29일 | 평일 밤 9시 50분 ~ 10시 (10분)                                                       |

## 타이틀 변천사
| 기수 | 프로그램 타이틀  | 방송 기간                        |
| ---- | ---------------- | -------------------------------- |
| 1기  | EBS 교육소식     | 1993년 3월 1일 ~ 1996년 3월 1일  |
| 2기  | EBS 교육문화소식 | 1996년 3월 4일 ~ 1997년 8월 29일 |
| 3기  | EBS 교육문화뉴스 | 1997년 9월 1일 ~ 2003년 8월 29일 |
| 4기  | EBS 정보마당     | 2007년 9월 3일 ~ 2008년 2월 22일 |
| 5기  | EBS 저녁뉴스     | 2008년 2월 25일 ~ 현재           |

## 역대 앵커
- 양수려 앵커 (여)
- 정현경 아나운서 (여)
- 남상우 앵커 (남)
- 성문규 앵커 (남)

## 같이 보기
- EBS 정보마당
- EBS 저녁뉴스